# Guglielmo Ernesto di Sassonia-Weimar
Guglielmo Ernesto di Sassonia-Weimar (Weimar, 19 ottobre 1662 – Weimar, 26 agosto 1728) fu duca di Sassonia-Weimar.

## Biografia
Era il figlio maggiore del Duca Giovanni Ernesto II di Sassonia-Weimar e di Cristina Elisabetta di Holstein-Sonderburg.

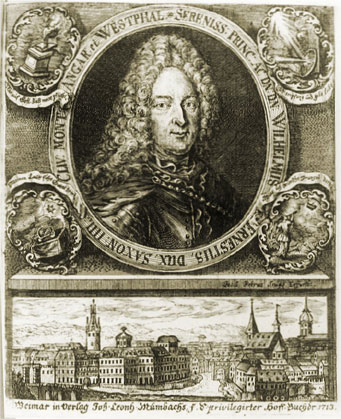
Guglielmo Ernesto, duca di Sassonia-Weimar

Alla morte del padre, nel 1683, divenne per ragioni dinastiche duca regnante, ma preferì condividere il trono col fratello minore Giovanni Ernesto.
Quando si scoprì che il fratello era divenuto un alcolista, Guglielmo Erensto prese il pieno controllo del governo del ducato e divenne di fatto un autocrate, lasciando a Giovanni Ernesto il titolo nominale di coreggente (Mitherr) sino alla sua morte, avvenuta nel 1707. Alla morte del fratello, chiamò quale suo coreggente suo nipote, Ernesto Augusto, ma anche questi come suo padre prima di lui, non ebbe poteri effettivi .
Di modo da assicurare il mantenimento dei possedimenti di famiglia, sei settimane dopo la morte del genitore, il (2 novembre 1683), Guglielmo Ernesto sposò ad Eisenach, Carlotta Maria di Sassonia-Jena, sua cugina e maggiore dei figli sopravvissuti di suo zio Bernardo. All'epoca il tutore di Carlotta e di suo fratello minore, il duca Giovanni Guglielmo di Sassonia-Jena, era il duca Giovanni Giorgio I di Sassonia-Eisenach, il loro unico zio paterno sopravvissuto. Quando questi morì nel 1686, la tutela del duca di Sassonia-Jena venne presa da Guiglielmo Ernesto, suo cugino e cognato.
Nel 1690 il duca Giovanni Guglielmo di Sassonia-Jena morì senza eredi, e, per i diritti di sua moglie, Guglielmo Ernesto prese parte alla divisione del ducato con la linea di Sassonia-Eisenach. Alla fine di quell'anno, divorziò da Carlotta Maria dopo sette anni di matrimonio senza eredi.
Guglielmo Ernesto non si risposò mai e morì senza eredi; per questo, suo nipote Ernesto Augusto I, divenne poi il suo successore.

## Il rapporto con Bach
Guglielmo Ernesto fu un fedele luterano; pur impegnandosi militarmente al comando del suo piccolo esercito, svolgeva questa funzione semplicemente perché questa rientrava nei compiti di un regnante, anche se avrebbe preferito di gran lunga leggere e commentare i passi biblici luterani, che gli venivano invece letti in inverno attorno alle 20.00 e in estate attorno alle 21.00. Questo particolare tratto del suo carattere e della sua dottrina religiosa, gli valse ad esempio la stima di Johann Sebastian Bach. Il famoso compositore lavorò sin dal 1708 come maestro di musica ed organista a Weimar. Quando nel 1716 morì il maestro di cappella Johann Samuel Drese, Bach tentò di ottenere il suo posto, ma Guglielmo Ernesto gli preferì invece l'incompetente figlio di Drese; furioso, Bach diede le proprie dimissioni dal servizio che abitualmente svolgeva. Infastidito dal comportamento del musicista, Guglielmo Ernesto fece rinchiudere Bach per quattro settimane in prigione, prima di accettare le sue dimissioni. Per questo fatto, molti biografi di Bach hanno giudicato negativamente la figura di Guglielmo Ernesto, definendolo come un governante autoritario.

## Ascendenza
|                                                         |                                                 |                                                   | Genitori                                            |  |  | Nonni |  |  | Bisnonni                       |  |  | Trisnonni                                 |  |
|                                                         |                                                 |                                                   |                                                     |  |  |       |  |  | 8. Giovanni di Sassonia-Weimar |  |  | 16. Giovanni Guglielmo di Sassonia-Weimar |  |
|                                                         |                                                 |                                                   |                                                     |  |  |       |  |  | 8. Giovanni di Sassonia-Weimar |  |  | 16. Giovanni Guglielmo di Sassonia-Weimar |  |
|                                                         |                                                 | 17. Dorotea Susanna di Wittelsbach-Simmern        |                                                     |  |  |       |  |  | 8. Giovanni di Sassonia-Weimar |  |  |                                           |  |
| 4. Guglielmo di Sassonia-Weimar                         |                                                 |                                                   |                                                     |  |  |       |  |  | 8. Giovanni di Sassonia-Weimar |  |  |                                           |  |
|                                                         |                                                 | 9. Dorotea Maria di Anhalt                        | 18. Gioacchino Ernesto di Anhalt                    |  |  |       |  |  |                                |  |  |                                           |  |
|                                                         |                                                 | 9. Dorotea Maria di Anhalt                        | 18. Gioacchino Ernesto di Anhalt                    |  |  |       |  |  |                                |  |  |                                           |  |
|                                                         |                                                 | 9. Dorotea Maria di Anhalt                        | 19. Eleonora di Württemberg                         |  |  |       |  |  |                                |  |  |                                           |  |
| 2. Giovanni Ernesto II di Sassonia-Weimar               |                                                 | 9. Dorotea Maria di Anhalt                        |                                                     |  |  |       |  |  |                                |  |  |                                           |  |
|                                                         |                                                 | 10. Giovanni Giorgio I di Anhalt-Dessau           | 20. Gioacchino Ernesto di Anhalt                    |  |  |       |  |  |                                |  |  |                                           |  |
|                                                         |                                                 | 10. Giovanni Giorgio I di Anhalt-Dessau           | 20. Gioacchino Ernesto di Anhalt                    |  |  |       |  |  |                                |  |  |                                           |  |
|                                                         |                                                 | 10. Giovanni Giorgio I di Anhalt-Dessau           | 21. Agnese di Barby-Mühlingen                       |  |  |       |  |  |                                |  |  |                                           |  |
| 5. Eleonora Dorotea di Anhalt-Dessau                    |                                                 | 10. Giovanni Giorgio I di Anhalt-Dessau           |                                                     |  |  |       |  |  |                                |  |  |                                           |  |
|                                                         |                                                 | 11. Dorotea del Palatinato-Simmern                | 22. Giovanni Casimiro del Palatinato-Simmern        |  |  |       |  |  |                                |  |  |                                           |  |
|                                                         |                                                 | 11. Dorotea del Palatinato-Simmern                | 22. Giovanni Casimiro del Palatinato-Simmern        |  |  |       |  |  |                                |  |  |                                           |  |
|                                                         |                                                 | 11. Dorotea del Palatinato-Simmern                | 23. Elisabetta di Sassonia                          |  |  |       |  |  |                                |  |  |                                           |  |
| 1. Guglielmo Ernesto di Sassonia-Weimar                 |                                                 | 11. Dorotea del Palatinato-Simmern                |                                                     |  |  |       |  |  |                                |  |  |                                           |  |
|                                                         | 12. Alessandro di Schleswig-Holstein-Sonderburg | 24. Giovanni di Schleswig-Holstein-Sonderburg     |                                                     |  |  |       |  |  |                                |  |  |                                           |  |
|                                                         | 12. Alessandro di Schleswig-Holstein-Sonderburg | 24. Giovanni di Schleswig-Holstein-Sonderburg     |                                                     |  |  |       |  |  |                                |  |  |                                           |  |
|                                                         | 12. Alessandro di Schleswig-Holstein-Sonderburg | 25. Elisabetta di Brunswick-Grubenhagen           |                                                     |  |  |       |  |  |                                |  |  |                                           |  |
| 6. Giovanni Cristiano di Schleswig-Holstein-Sonderburg  | 12. Alessandro di Schleswig-Holstein-Sonderburg |                                                   |                                                     |  |  |       |  |  |                                |  |  |                                           |  |
|                                                         |                                                 | 13. Dorotea di Schwarzburg-Sondershausen          | 26. Giovanni Günther I di Schwarzburg-Sondershausen |  |  |       |  |  |                                |  |  |                                           |  |
|                                                         |                                                 | 13. Dorotea di Schwarzburg-Sondershausen          | 26. Giovanni Günther I di Schwarzburg-Sondershausen |  |  |       |  |  |                                |  |  |                                           |  |
|                                                         |                                                 | 13. Dorotea di Schwarzburg-Sondershausen          | 27. Anna di Oldenburg-Delmenhorst                   |  |  |       |  |  |                                |  |  |                                           |  |
| 3. Cristina Elisabetta di Schleswig-Holstein-Sonderburg |                                                 | 13. Dorotea di Schwarzburg-Sondershausen          |                                                     |  |  |       |  |  |                                |  |  |                                           |  |
|                                                         |                                                 | 14. Antonio II di Oldenburg-Delmenhorst           | 28. Antonio I di Oldenburg-Delmenhorst              |  |  |       |  |  |                                |  |  |                                           |  |
|                                                         |                                                 | 14. Antonio II di Oldenburg-Delmenhorst           | 28. Antonio I di Oldenburg-Delmenhorst              |  |  |       |  |  |                                |  |  |                                           |  |
|                                                         |                                                 | 14. Antonio II di Oldenburg-Delmenhorst           | 29. Sofia di Sassonia-Lauenburg                     |  |  |       |  |  |                                |  |  |                                           |  |
| 7. Anna di Oldenburg-Delmenhorst                        |                                                 | 14. Antonio II di Oldenburg-Delmenhorst           |                                                     |  |  |       |  |  |                                |  |  |                                           |  |
|                                                         |                                                 | 15. Sibilla Elisabetta di Braunschweig-Dannenberg | 30. Enrico III di Brunswick-Lüneburg                |  |  |       |  |  |                                |  |  |                                           |  |
|                                                         |                                                 | 15. Sibilla Elisabetta di Braunschweig-Dannenberg | 30. Enrico III di Brunswick-Lüneburg                |  |  |       |  |  |                                |  |  |                                           |  |
|                                                         |                                                 | 15. Sibilla Elisabetta di Braunschweig-Dannenberg | 31. Ursula di Sassonia-Lauenburg                    |  |  |       |  |  |                                |  |  |                                           |  |
|                                                         |                                                 | 15. Sibilla Elisabetta di Braunschweig-Dannenberg |                                                     |  |  |       |  |  |                                |  |  |                                           |  |